# Kurt Nilsen
Pour les articles homonymes, voir Nilsen.
Pour l’article ayant un titre homophone, voir Kurt Nielsen.
Kurt Erik Kleppe Nilsen est un chanteur norvégien né le 29 septembre 1978 à Bergen.
Il remporte, en 2003, Idol, l'équivalent norvégien de la "Nouvelle Star". Puis en 2004, il gagne la version mondiale de Pop Idol face à Kelly Clarkson.

## Discographie

### Collaborations
Il s'associe en 2006 à trois autres chanteurs norvégiens pour faire une tournée: Espen Lind, Askil Holm et Alejandro Fuentes. Le succès est tel qu'un album live et un DVD live sortent dans les bacs. En 2009, un deuxième album et tournée est refaite avec le même groupe d'artistes.